# Plénée-Jugon
Plénée-Jugon [plene ʒygɔ̃] est une commune française située dans le département des Côtes-d'Armor en région Bretagne.  

## Géographie
| La Malhoure | Plestan , Tramain | Dolo     |
| Penguily    | Plénée-Jugon      | Sévignac |
| Le Gouray   | Le Mené           | Rouillac |

### Hydrographie
Pour un article plus général, voir Réseau hydrographique des Côtes-d'Armor.
La commune est située dans le bassin Loire-Bretagne. Elle est drainée par l'Arguenon, le bras de l'arguenon, la Rieule, le ruisseau du Bos robert et un autre petit cours d'eau,.
L'Arguenon, d'une longueur de 53 km, prend sa source dans la commune du Mené et se jette  dans la Manche en limite de Saint-Cast-le-Guildo et de Saint-Jacut-de-la-Mer, après avoir traversé dix communes.  Les caractéristiques hydrologiques de l'Arguenon sont données par la station hydrologique située sur la commune de Jugon-les-Lacs. Le débit moyen mensuel est de 0,834 m3/s. Le débit moyen journalier maximum est de 25,1 m3/s, atteint lors de la crue du 28 février 2010. Le débit instantané maximal est quant à lui de 36,1 m3/s, atteint le même jour.
La Rieule, d'une longueur de 14 km, prend sa source dans la commune de Rouillac et se jette  dans la Rosette à Jugon-les-Lacs, après avoir traversé quatre communes. 
Deux plans d'eau complètent le réseau hydrographique : l'étang de la Rieule, d'une superficie totale de 6 ha (2,34 ha sur la commune) et l'étang de Perdriel (0,5 ha),.

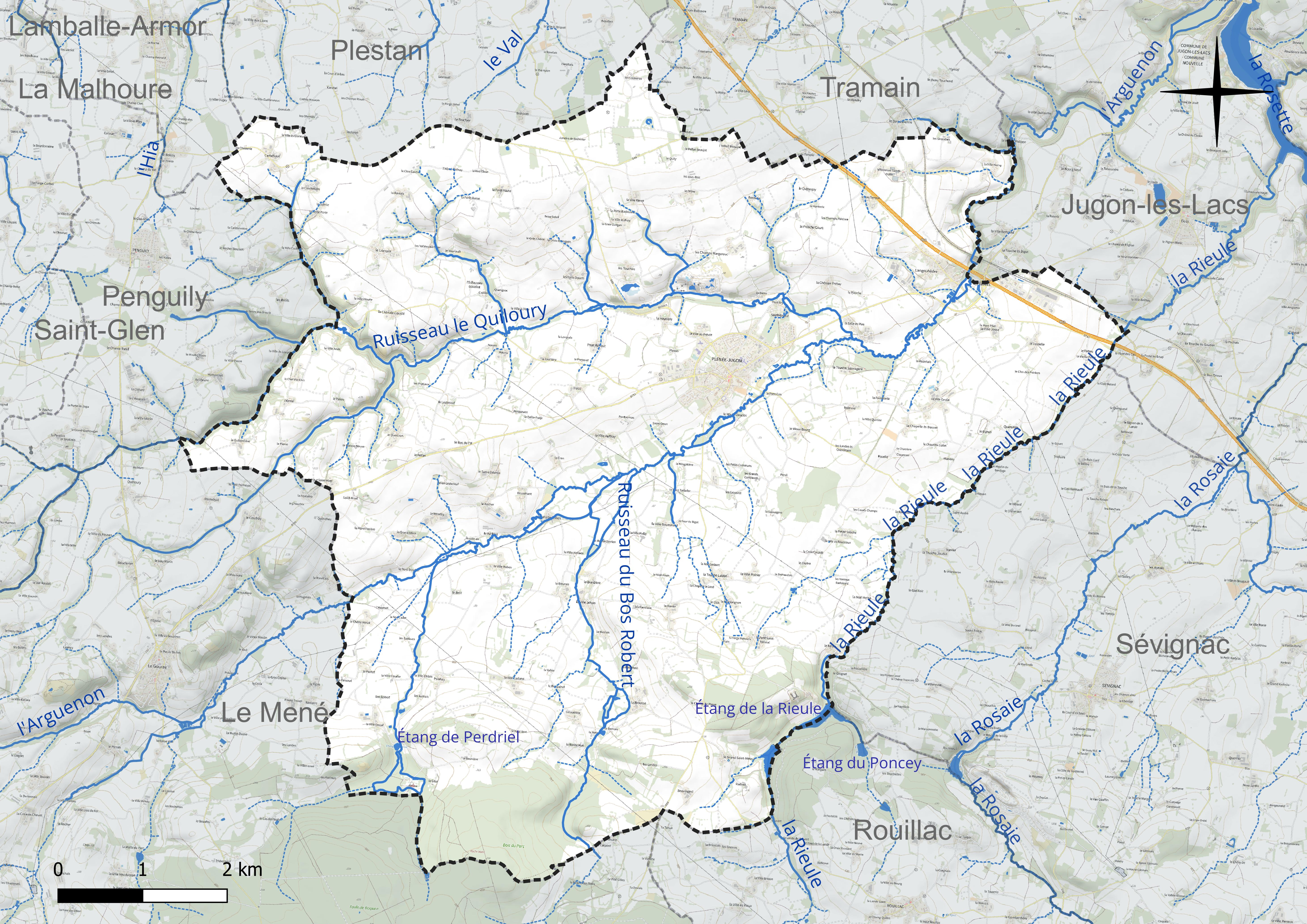
Réseau hydrographique de Plénée-Jugon.

### Climat
Pour des articles plus généraux, voir Climat de la Bretagne et Climat des Côtes-d'Armor.
En 2010, le climat de la commune est de type climat océanique franc, selon une étude du Centre national de la recherche scientifique s'appuyant sur une série de données couvrant la période 1971-2000. En 2020, Météo-France publie une typologie des climats de la France métropolitaine dans laquelle la commune est exposée à un climat océanique et est dans la région climatique Finistère nord, caractérisée par une pluviométrie élevée, des températures douces en hiver (6 °C), fraîches en été et des vents forts. Parallèlement l'observatoire de l'environnement en Bretagne publie en 2020 un zonage climatique de la région Bretagne, s'appuyant sur des données de Météo-France de 2009. La commune est, selon ce zonage, dans la zone « Intérieur », exposée à un climat médian, à dominante océanique.  
Pour la période 1971-2000, la température annuelle moyenne est de 11,4 °C, avec une amplitude thermique annuelle de 11,8 °C. Le cumul annuel moyen de précipitations est de 720 mm, avec 12,3 jours de précipitations en janvier et 6,2 jours en juillet. Pour la période 1991-2020, la température moyenne annuelle observée sur la station météorologique la plus proche, située sur la commune de Quintenic à 17 km à vol d'oiseau, est de 11,6 °C et le cumul annuel moyen de précipitations est de 769,8 mm,. Pour l'avenir, les paramètres climatiques de la commune estimés pour 2050 selon différents scénarios d'émission de gaz à effet de serre sont consultables sur un site dédié publié par Météo-France en novembre 2022.

## Urbanisme

### Typologie
Au 1er janvier 2024, Plénée-Jugon est catégorisée commune rurale à habitat très dispersé, selon la nouvelle grille communale de densité à 7 niveaux définie par l'Insee en 2022.
Elle est située hors unité urbaine et hors attraction des villes,.

### Occupation des sols
L'occupation des sols de la commune, telle qu'elle ressort de la base de données européenne d’occupation biophysique des sols Corine Land Cover (CLC), est marquée par l'importance des territoires agricoles (87,9 % en 2018), une proportion sensiblement équivalente à celle de 1990 (88,6 %). La répartition détaillée en 2018 est la suivante : 
terres arables (66,8 %), zones agricoles hétérogènes (11,5 %), prairies (9,6 %), forêts (9 %), zones urbanisées (2 %), mines, décharges et chantiers (0,6 %), zones industrielles ou commerciales et réseaux de communication (0,5 %). L'évolution de l’occupation des sols de la commune et de ses infrastructures peut être observée sur les différentes représentations cartographiques du territoire : la carte de Cassini (XVIIIe siècle), la carte d'état-major (1820-1866) et les cartes ou photos aériennes de l'IGN pour la période actuelle (1950 à aujourd'hui).

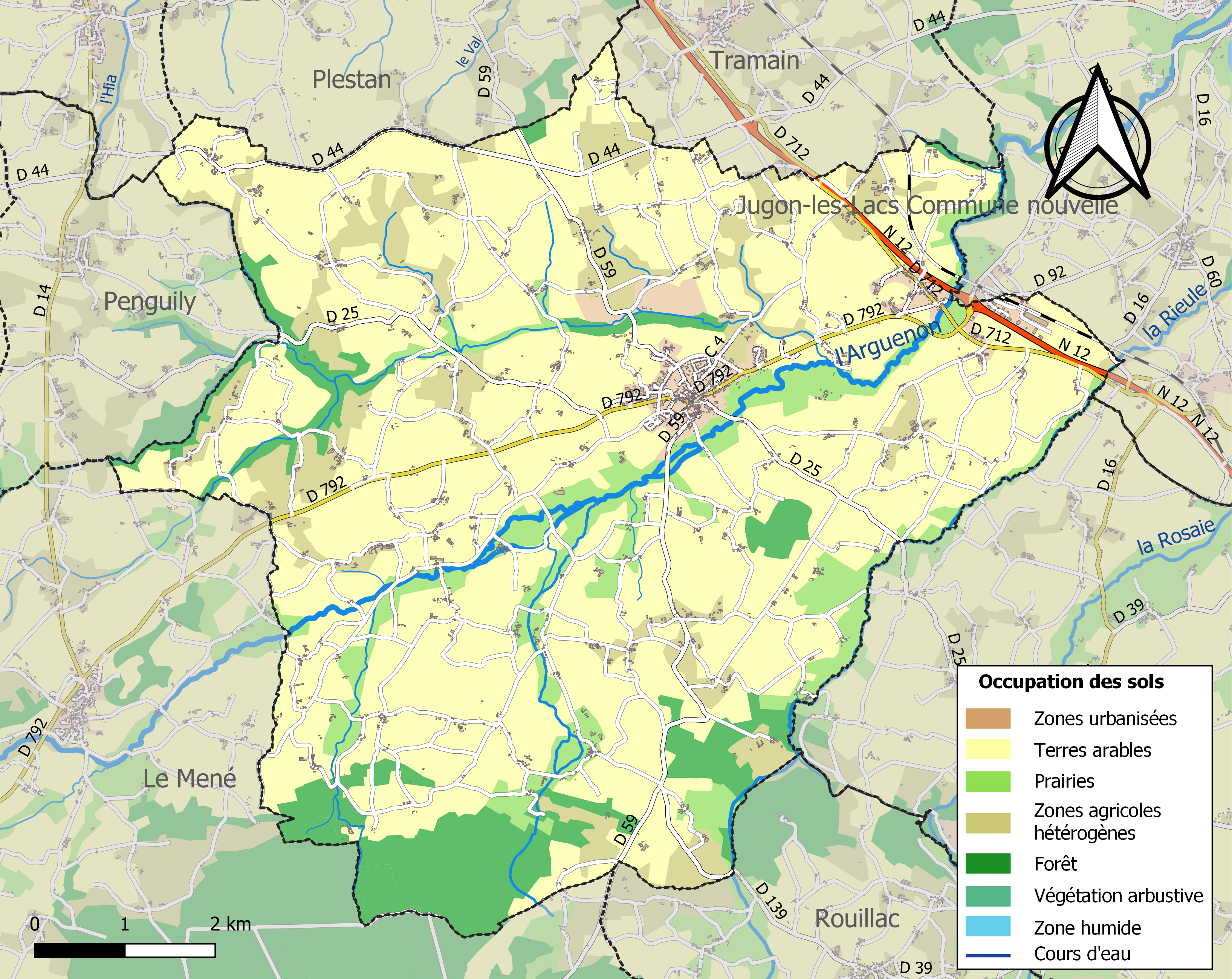
Carte des infrastructures et de l'occupation des sols de la commune en 2018 (CLC).

## Toponymie
Le nom de la localité est attesté sous les formes Pleneet en 1231, 1233 et en 1269, Plenehet en 1253, Parrochia de Plenodio en 1256, Plenest en 1289, Plenest Jugon en 1468 et en 1477. Le nom est devenu Plénée-Jugon à partir de l’arrêté du 5 brumaire an X (27 octobre 1801).
Plénée est un toponyme brittonique dont l'élément Plé- représente l'ancien breton ploe « paroisse », issu du latin plebs. Il est peut-être suivi d'un nom de saint breton, Neot ou Niet (IXe siècle), autrement noté Nioth. Il est aussi possible d'y voir une ancienne forme bretonne Plebs Nemet, Nemet désignant un lieu sacré.
L'OPLB propose Plened-Yugon comme forme correcte en breton.

## Histoire

### Préhistoire
Des fouilles menée sur le site des « Touches » ont permis de mettre au jour un ensemble funéraire composé de 13 sépultures datées entre la culture campaniforme et l'âge du bronze ancien.

### L'époque moderne
L'église réformée de La Moussaye est fondée en 1619 par Amaury II Gouyon de La Moussaye. La communauté est forte d'une centaine de fidèles, localisés surtout à Plénée-Jugon et Sévignac ; parmi eux des membres de la famille Gouyon de La Moussaye et de celle des Gouyquet du Tertre, possessionnés en Trédaniel, Plémy et Plœuc.

### Le XXe siècle

#### Les guerres du XXe siècle
Le monument aux Morts porte les noms de 219 soldats morts pour la Patrie :
- 198 sont morts durant la Première Guerre mondiale.
- 15 sont morts durant la Seconde Guerre mondiale.
- 5 sont morts durant la Guerre d'Algérie.
- 1 est mort hors conflit.

## Démographie
L'évolution du nombre d'habitants est connue à travers les recensements de la population effectués dans la commune depuis 1793. Pour les communes de moins de 10 000 habitants, une enquête de recensement portant sur toute la population est réalisée tous les cinq ans, les populations de référence des années intermédiaires étant quant à elles estimées par interpolation ou extrapolation. Pour la commune, le premier recensement exhaustif entrant dans le cadre du nouveau dispositif a été réalisé en 2007.

En 2022, la commune comptait 2 533 habitants, en évolution de +5,19 % par rapport à 2016 (Côtes-d'Armor : +1,78 %, France hors Mayotte : +2,11 %).
| 1793  | 1800  | 1806  | 1821  | 1831  | 1836  | 1841  | 1846  | 1851  |
| ----- | ----- | ----- | ----- | ----- | ----- | ----- | ----- | ----- |
| 4 001 | 3 932 | 4 013 | 4 390 | 4 537 | 4 526 | 4 403 | 4 439 | 4 564 |

| 1856  | 1861  | 1866  | 1872  | 1876  | 1881  | 1886  | 1891  | 1896  |
| ----- | ----- | ----- | ----- | ----- | ----- | ----- | ----- | ----- |
| 4 386 | 4 223 | 4 300 | 4 145 | 4 247 | 4 250 | 4 089 | 4 020 | 3 933 |

| 1901  | 1906  | 1911  | 1921  | 1926  | 1931  | 1936  | 1946  | 1954  |
| ----- | ----- | ----- | ----- | ----- | ----- | ----- | ----- | ----- |
| 3 723 | 3 696 | 3 568 | 3 172 | 3 159 | 3 071 | 2 923 | 2 741 | 2 578 |

| 1962  | 1968  | 1975  | 1982  | 1990  | 1999  | 2006  | 2007  | 2012  |
| ----- | ----- | ----- | ----- | ----- | ----- | ----- | ----- | ----- |
| 2 561 | 2 526 | 2 464 | 2 291 | 2 235 | 2 265 | 2 386 | 2 401 | 2 436 |

| 2017  | 2022  | - | - | - | - | - | - | - |
| ----- | ----- | - | - | - | - | - | - | - |
| 2 410 | 2 533 | - | - | - | - | - | - | - |

## Lieux et monuments
- Abbaye Notre-Dame de Boquen, abbaye cistercienne d'hommes, fondée vers 1137 par Olivier II de Dinan, seigneur de Jugon, pour des moines venus de Bégard. En 1450, le prince Gilles de Bretagne fut inhumé dans l'abbatiale. À la Révolution, la communauté ne comptait plus que quatre religieux. L'abbaye en ruines fut relevée, à partir de 1936, par Dom Alexis Presse, moine cistercien originaire de Plouguenast, profès de l'abbaye de Timadeuc (Morbihan) et ancien abbé de Tamié (Savoie). À partir de 1973, les sœurs de Bethléem ont succédé aux moines et ont fondé le monastère de Notre-Dame-de-la-Croix-Vivifiante. Elles partent en 2011, laissant la charge de l'abbaye à la Communauté du Chemin Neuf[33]. L'abbaye est classée au titre des monuments historiques[34].
- Château de La Moussaye, inscrit à l'inventaire général du patrimoine culturel[35].
- Château de Saint-Riveul, inscrit à l'inventaire général du patrimoine culturel[36].
- La Roche-aux-Fées, allée couverte classée en 1970 au titre des monuments historiques[37].
- Menhirs de Saint-Mirel, classés au titre des monuments historiques[38].
- Église Saint-Pierre (voir aussi : Fonts baptismaux de Plénée-Jugon).

## Personnalités liées à la commune
Cinéma et théâtre
- Jean-Pierre Bagot, comédien, né à Plénée-Jugon.
- Joseph Ligneau, adjudant-écrivain, a passé plusieurs années à Plénée-Jugon avant 1914. Il décrit précisément la gare de Plénée-Jugon, les écoles, les hameaux de la ville Cadoret, le village de Langouhèdre, le hameau de Bocquenet, la Ville-Avry, le Haut-Bert, la Ville Jehan, la Gilaudière, le champ Bernay, la Meslaie, la ferme de la Pocherie dans son autobiographie parue en France sous le nom « mémoires d’un adjudant tome 1[39] », et parue en Amérique du Nord sous le nom « Comment j'ai passé le certificat d'étude 1912[40] ».